# Anton Makarenko
Anton Semjonovitj Makarenko, född den 13 januari 1888 i Bilopillja, guvernementet Charkov, Ryssland, död den 1 april 1939 i Golitsyno, var en rysk författare och pedagog (”Rysslands Pestalozzi”).

## Biografi
Som en av grundarna av sovjetisk pedagogik, utarbetade Makarenko teori och metod för uppfostran i självstyrande barnkollektiv och introducerade begreppet produktivt arbete i utbildningssystemet. Makarenko räknas ofta till världens stora pedagoger, och hans böcker har publicerats i många länder.
I efterdyningarna av den ryska revolutionen etablerade han självbärande barnhem för gatubarn - inklusive ungdomsbrottslingar – lämnade föräldralösa efter ryska inbördeskriget. Bland dessa anläggningar fanns Gorkijkolonin och senare Dzerzjinskij arbetskommunen i Charkiv, där FED kamera producerades.
Även om det fanns ett visst motstånd från myndigheterna i ett tidigt skede av Makarenkos "experiment", kom den sovjetiska regimen så småningom att framhålla sina kolonier som en stor framgång i den kommunistiska utbildningen och rehabiliteringen. Bland hans viktigaste idéer var "så mycket krav på personen som möjligt och så mycket respekt för honom som möjligt", användning av positivt grupptryck på individen från kollektivet och institutionaliserat självstyre och självförvaltning av detta kollektiv. Han avvisade också fysisk bestraffning.
Makarenko var en av de första sovjetiska pedagogerna att framhålla att verksamheten i olika utbildningsinstitutioner – d. v. s. skolan, familjen, klubbar, offentliga organisationer, produktionskollektiv och lokalsamhället - bör integreras.
Makarenko skrev flera böcker, varav den pedagogiska Педагогическая поэма (Ett pedagogiskt poem, 1933-35), en fiktiv berättelse om Gorkijkolonin, var särskilt populär i Sovjetunionen. År 1955 producerades en film med den engelsk titeln Road to Life.
Liksom de flesta saker inom Sovjetunionen, sattes Makarenkos idéer under hård kritik efter kommunismens fall. Hans system har anklagats för många av samma förmodade fel som sovjetiska kommunismen i allmänhet, till exempel att ge barnkollektivet för mycket makt över det enskilda barnet. 
När Makarenko på 1930-talet började ge ut böcker lade han stor vikt vid fasthet och konsekvens i uppfostran.

## Makarenkos inflytande i Sverige
Hasselakollektiven i Sverige har i forskning beskrivits som inspirerade av Makarenkos kollektivpedagogik. Bland annat betonades inom hasselapedagogiken, liksom i Makarenkos kolonier, gruppen som påverkande faktor, arbetet som en väsentlig och personlighetsdanande princip, de vuxnas ´medlevarskap´, en stark ledning, idén om kollektivet som överordnat individen, och värderingarna om orsakerna till avvikelserna i samhället och miljön.

## Utmärkelser
- Asteroiden 3214 Makarenko är uppkallad efter honom.[11]

- Arbetets Röda Fanas orden[8]

[Redigera Wikidata]